# Laureles (Texas)
Laureles è un census-designated place degli Stati Uniti d'America, situato nella contea di Cameron dello Stato del Texas.. Fa parte dell'area metropolitana di Brownsville–Harlingen.

## Geografia fisica
Laureles è situata a 26°06′48″N 97°29′22″W (26.113362, -97.489552). Laureles è un'area tra Los Fresnos e San Benito. La strada principale è Farm Road 1575.
Secondo lo United States Census Bureau, ha un'area totale di 4,9 miglia quadrate (13 km²).

## Società

### Evoluzione demografica
Secondo il censimento del 2000, c'erano 3.285 persone, 753 nuclei familiari, e 692 famiglie residenti nella città. La densità di popolazione era di 676,6 persone per miglio quadrato (261,0/km²). C'erano 819 unità abitative a una densità media di 168,7 per miglio quadrato (65,1/km²). La composizione etnica della città era formata dal 97,66% di bianchi, lo 0,09% di afroamericani, lo 0,33% di nativi americani, l'1.04% di altre razze, e lo 0,88% di due o più etnie. Ispanici o latinos di qualunque razza erano il 98,05% della popolazione.
C'erano 753 nuclei familiari di cui il 64,9% avevano figli di età inferiore ai 18 anni, il 71,2% erano coppie sposate conviventi, il 15,8% aveva un capofamiglia femmina senza marito, e l'8.0% erano non-famiglie. Il 7,4% di tutti i nuclei familiari erano individuali e il 2,8% aveva componenti con un'età di 65 anni o più che vivevano da soli. Il numero di componenti medio di un nucleo familiare era di 4,36 e quello di una famiglia era di 4,56.
La popolazione era composta dal 42,0% di persone sotto i 18 anni, il 12,0% di persone dai 18 ai 24 anni, il 27,7% di persone dai 25 ai 44 anni, il 13,6% di persone dai 45 ai 64 anni, e il 4,6% di persone di 65 anni o più. L'età media era di 22 anni. Per ogni 100 femmine c'erano 94,1 maschi. Per ogni 100 femmine dai 18 anni in giù, c'erano 88,0 maschi.
Il reddito medio di un nucleo familiare era di 20.172 dollari, e quello di una famiglia era di 20.608 dollari. I maschi avevano un reddito medio pro capite di 16.431 dollari contro i 13.255 dollari delle femmine. Il reddito medio pro capite era di 5.812 dollari. Circa il 40,6% delle famiglie e il 41,4% della popolazione erano sotto la soglia di povertà, incluso il 49,8% di persone sotto i 18 anni e il 63,2% di persone di 65 anni o più.